# Пескокостанцо
Пескокостанцо (итал. Pescocostanzo) — коммуна в Италии, расположена в регионе Абруццо, подчиняется административному центру Л’Акуила.
Население составляет 1202 человека (на 2005 г.), плотность населения составляет 23,04 чел./км². Занимает площадь 52,16 км². Почтовый индекс — 67033. Телефонный код — 0864.
Покровителем коммуны почитается святой мученик Феликс. Праздник ежегодно празднуется 18 мая и 8 августа.
В коммуне расположен Музей коклюшечного кружева.